# Pierre Bressol
Pierre Bressol est un acteur et réalisateur de cinéma français né Pierre Dubois à Marseille le 12 janvier 1874 et mort à Paris 13e le 9 avril 1925.

## Filmographie (partielle)

### Comme réalisateur
- 1912 : Le Cheveu d'or
- 1914 : L'Affaire des cinq
- 1916 : Les Petits soldats de plomb[4]
- 1916 : Le Grand crime du petit Tonio[5]
- 1917 : Dans le gouffre[6]
- 1918 : Ainsi va la vie[7]
- 1919 :  Histoire d’un oncle, d’une nièce et d’un sabot[8]
- 1919 : Le Mystère de la villa Mortain[9]
- 1920 : Une goutte de sang (co-réalisateur avec Étienne Michel)[10]
- 1924 : Le Loup Garou

### Comme acteur
- 1908 : Nick Carter, le roi des détectives
- 1912 : Le Cheveu d'or
- 1914 : L'Affaire des cinq
- 1917 : Loin du foyer[11]